# Чиасъярви
Чиасъярви (Чиас-ярви, Чиес-ярви, Чиасалма, Чияс) — озеро на территории Пенингского сельского поселения Муезерского района Республики Карелии.

## Общие сведения
Площадь озера — 3,6 км², площадь водосборного бассейна — 184 км². Располагается на высоте 175,4 метров над уровнем моря.
Форма озера продолговатая: вытянуто с северо-запада на юго-восток. Берега изрезанные, каменисто-песчаные, преимущественно возвышенные, местами заболоченные.
Через озеро протекает река Талвиесдеги, протекающая ниже через озеро Талвисъярви и втекающая с правого берега в реку Волому, впадающую в Сегозеро.
В озере расположено не менее трёх безымянных островов различной площади.
Вдоль северо-восточного берега озера проходит дорога.
Код объекта в государственном водном реестре — 02020001111102000007598.